# Discografia de 100%
Esta é a discografia do boy group sul-coreano 100%, consiste em quatro extended plays, quatro singles álbuns e nove singles.

## Álbuns

### Álbuns singles
| Título     | Detalhes do álbum | Melhores posições nas paradas | Melhores posições nas paradas | Vendas        |
| Título     | Detalhes do álbum | KOR                           | JPN                           | Vendas        |
| coreanos   | coreanos | coreanos                      | coreanos                      | coreanos      |
| ---------- | --- | ----------------------------- | ----------------------------- | ------------- |
| We, 100%   | - Lançamento: 18 de setembro de 2012 - Gravadora: TOP Media, LOEN Entertainment - Formatos: CD, digital download Track listing 1. We, 100% 2. Bad Boy (나쁜 놈) 3. Still Again 4. Bad Boy (나쁜 놈) inst. | 6                             | —                             | - KOR: 6,080+ |
| Sunkiss    | - Lançamento: 7 de julho de 2014 - Gravadora: TOP Media, LOEN Entertainment - Formatos: CD, digital download Track listing 1. Sunkiss 2. U Beauty (니가 예쁘다) 3. Summer Hero (썸머 히어로)              | 5                             | —                             | - KOR: 8,285+ |
| japonês    | |                               |                               |               |
| How To Cry | - Lançamento: 25 de janeiro de 2017 - Gravadora: Kiss Entertainment - Formatos: CD, digital download Track listing 1. How To Cry 2. Eternal 3. Snow 4. Sweet Memories                                     | —                             | 12                            | - JPN: 9,974+ |
| Warrior    | - Lançamento: 28 de junho de 2017 - Gravadora: Kiss Entertainment - Formatos: CD, digital download Track listing 1. Warrior 2. DIAMOND 3. Monochrome 4. きっと、やまない恋の雨                            | —                             | 12                            | - JPN: 8,777+ |

## Extended plays
| Título        | Detalhes do álbum | Melhores posições nas paradas | Vendas         |
| Título        | Detalhes do álbum | KOR                           | Vendas         |
| ------------- | --- | ----------------------------- | -------------- |
| Real 100%     | - Lançamento: 23 de maio de 2013 - Gravadora: TOP Media, LOEN Entertainment - Formatos: CD, digital download Track listing 1. Real 100% 2. Want U Back 3. Only U 4. Flavor 5. Why | 3                             | - KOR: 9,783+  |
| Bang The Bush | - Lançamento: 17 de março de 2014 - Gravadora: TOP Media, LOEN Entertainment - Formatos: CD, digital download Track listing 1. Heart 2. Beat (심장이 뛴다) 3. You & I (너와 나) 4. Super Man 5. Bad Girl 6. Phone (전화)                                                                                             | 4                             | - KOR: 11,915+ |
| Time Leap     | - Lançamento: 14 de outubro de 2016 - Gravadora: TOP Media, LOEN Entertainment - Formatos: CD, digital download Track listing 1. Better Day (지독하게) 2. Because Of You (너라서) 3. I Hate The Word Goodbye (안녕이라는 말은 싫어) 4. A Day Like Today (오늘 같은 날) 5. My Heart Is Not True (내 마음이 참 못돼서) | 4                             | - KOR: 14,576+ |
| Sketchbook    | - Lançamento: 22 de fevereiro de 2017 - Gravadora: TOP Media, LOEN Entertainment - Formatos: CD, digital download Track listing 1. Sketch U (어디 있니) 2. One Day (어느날) 3. Dreaming (해몽) 4. Gorgeous 5. Meet Yesterday (어제의 나를 만나다) 6. Sketch U (어디 있니) inst.                                      | 5                             | - KOR: 13,261+ |

## Singles
| Título                                                                       | Ano      | Melhores posições nas paradas | Melhores posições nas paradas | Vendas         | Álbum            |
| Título                                                                       | Ano      | KOR                           | JPN                           | Vendas         | Álbum            |
| coreanos                                                                     | coreanos | coreanos                      | coreanos                      | coreanos       | coreanos         |
| ---------------------------------------------------------------------------- | -------- | ----------------------------- | ----------------------------- | -------------- | ---------------- |
| "Bad Boy" (나쁜 놈)                                                          | 2012     | —                             | —                             | - KOR: 26,921+ | We, 100%         |
| "Guy Like Me" (나 같은 놈)                                                   | 2012     | 76                            | —                             | - KOR: 35,258+ | Non-album single |
| "Want U Back"                                                                | 2013     | —                             | —                             | - KOR: 25,656+ | Real 100%        |
| "Beat" (심장이 뛴다)                                                         | 2014     | 66                            | —                             | - KOR: 24,696+ | Bang The Bush    |
| "U Beauty" (니가 예쁘다)                                                     | 2014     | 62                            | —                             | - KOR: 33,965+ | Sunkiss          |
| "Better Day" (지독하게)                                                      | 2016     | —                             | —                             | —              | Time Leap        |
| "Sketch U" (어디 있니)                                                       | 2017     | —                             | —                             | —              | Sketchbook       |
| japoneses                                                                    |          |                               |                               |                |                  |
| "How To Cry"                                                                 | 2017     | —                             | 12                            | —              | How To Cry       |
| "Warrior"                                                                    | 2017     | —                             | 12                            | —              | Warrior          |
| "—" denotes releases that did not chart or were not released in that region. |          |                               |                               |                |                  |

## 100% V

### Single álbuns
| Título | Detalhes do álbum | Melhores posições nas paradas | Vendas        |
| Título | Detalhes do álbum | KOR                           | Vendas        |
| ------ | --- | ----------------------------- | ------------- |
| 100% V | - Lançamento: 20 de novembro de 2013 - Gravadora: TOP Media, LOEN Entertainment - Formatos: CD, digital download Track listing 1. Voice 2. Missing You (퇴근길) 3. So Pretty (예뻐서 그래) | 7                             | - KOR: 4,504+ |

### Singles
| Título                                                                       | Ano  | Melhores posições nas paradas | Vendas | Álbum  |
| Título                                                                       | Ano  | KOR                           | Vendas | Álbum  |
| ---------------------------------------------------------------------------- | ---- | ----------------------------- | ------ | ------ |
| "Missing You (퇴근길)"                                                       | 2013 | —                             | —      | 100% V |
| "—" denotes releases that did not chart or were not released in that region. |      |                               |        |        |

## Videografia

### Vídeos musicais
| Ano    | Single                    | Álbum            |
| 100%   | 100%                      | 100%             |
| ------ | ------------------------- | ---------------- |
| 2012   | Bad Boy (나쁜놈)          | We, 100%         |
| 2012   | Still Again               | We, 100%         |
| 2012   | Guy Like Me (나 같은 놈)  | Non-album single |
| 2013   | Want U Back               | Real 100%        |
| 2013   | Only U                    | Real 100%        |
| 2014   | Beat (심장이 뛴다)        | Bang The Bush    |
| 2014   | Phone (전화)              | Bang The Bush    |
| 2014   | U Beauty (니가 예쁘다)    | Sunkiss          |
| 2014   | Summer Hero (썸머 히어로) | Sunkiss          |
| 2016   | Better Day (지독하게)     | Time Leap        |
| 2017   | How To Cry                | How To Cry       |
| 2017   | Sketch U (어디 있니)      | Sketchbook       |
| 2017   | Warrior                   | Warrior          |
| 100% V |                           |                  |
| 2013   | Missing You (퇴근길)      | 100% V           |